# فحص جيني
الفحص الجيني أو ما يعرف بفحص الحمض النووي، يسمح بتحديد السلالات والتشخيص الجيني لقابلية الإصابة بالأمراض الوراثية. في تربية المواشي يستخدم نوع من الفحص الجيني، ويدعى اختبار النسل، لتقييم جودة القطيع. في علم البيئة التجمعي يستخدم هذا الفحص لتقفي ومتابعة نقاط القوة والضعف في الأنواع والكائنات الحية.
عند الجنس البشري يستعمل الفحص الجيني لتحديد الأبوين البيولوجيين أو لمعرفة النسب أو العلاقات البيولوجية بين الأفراد. بالإضافة إلى دراسة الكروموسومات حتى مستوى الجين المفرد. يشمل الفحص الجيني بشكل أكثر الفحوصات البيوكيميائية لتحديد وجود أمراض  جينية و كذا التنبؤ بالأمراض الجينية عن طريق تحديد الطفرات أو التحورات الجينية المرتبطة بتطوير تلك الأمراض.
لا ينقصر هذا الفحص على التغيرات الجينية بل يضم كذلك دراسة التغيرات على مستوى الكروموسومات و كذا البروتينات.
وقد ازدادت أنواع الفحوص الجينية خلال السنوات الماضية بشكل كبير بسبب كثرة التركيز على هذا المجال في النطاق العلمي مما زاد استخدامها وتطويرها من قبل المختصين. في الماضي كانت الفحوصات الجينية تستهدف البحث عن الأعداد الشاذة للكروموسومات والطفرات الجينية التي تؤدي إلى أمراض وراثية نادرة. لكنها تطورت لتشمل في ما بعد تحليل عدة جينات لتحديد خطر الإصابة أو تطوير الأمراض والعلات.
إن الأمراض الأكثر شيوعا التي يشملها الفحص الجيني هي أمراض القلب والسرطانات.
يمكن أيضاً أن تؤكد نتائج الفحص الجيني أو تنفي في بعض الأحيان الشكوك بخصوص مرض أو حالة معينةكما تساعد على االتنبؤ باحتمالية تمرير خلل وراثي من قبل الوالدين.
يمكن للطبيب مساعدة المرضى بالتوصيات التي تتماشى بدقة مع المخطط الجيني للمريض للبقاء في صحة جيدة.
يتطلب اختبار الفحص الجيني عادة عينة صغيرة من الأنسجة، أو مسحة مأخوذة من داخل الخد. تعتبر العملية برمتها سريعة وغير مؤلمة تمامًا. تساعد في الكشف عن تطور المرض ومنع حدوثه مقدمًا وكذلك تساعد على تقليل التكلفة الطبية في المستقبل

## الأنواع
الفحص الجيني هو تحليل الكروموسومات (الحمض النووي)، البروتينات، وبعض المستقلبات لتحديد التحورات، الأنماط الجينية، الأنماط الظاهرية المرتبطة بالاعتلالات الوراثية لآسباب طبية. يمكن آن توفر الفحوصات الجينية معلومات عن جينات الشخص وكروموسوماته خلال حياته. تتعدد طرق إجراء أو أنواع الفحوصات الجينية وتشمل:

### الفحوصات التشخيصية
- فحص الحمض النووي الخالي من الخلايا للأجنة (cffDNA): وهو فحص غير جراحي للجنين يتم عن طريقه أخذ عينة وريدية من الأم الحامل. يوفر الحمض النووي الخالي من الخلايا معلومات عن الجنين في المراحل الأولى من الحمل.[5] ويمكن استلام النتائج بعد 10 أسابيع من الحمل.[6] يعتبر هذا النوع من الفحوصات الأكثر دقة لمتلازمة داون بدءا من 2015.[7]
- فحص حديثي الولادة : يتم اختبار المواليد فورا عقب الولادة لتشخيص ومعرفة الاختلالت الجينية التي يمكن معالجتها والتعامل معها في المراحل المبكرة. تؤخذ عينة من الدم مع وخز الكعب الوليدي من حديثي الولادة خلال 24 - 48 ساعة بعد الولادة وترسل إلى المختبر للتحليل. في الولايات المتحدة يعتبر إجراء فحص ل 21 اضطراب صحي إلزامياً على الرغم من اختلاف الإجراءات من ولاية إلى أخرى. لتأكيد نتيجة الفحص الجيني للطفل، يجب إجراء فحص تشخيصي.[8] يعتبر الفحص الدوري للمواليد الجدد بحثاً عن أمراض محددة هو الاستعمال الأكثر شيوعًا للفحص الجيني.[9] ملايين من الأطفال يفحصون سنوياً في الولايات المتحدة الأمريكية. جميع الولايات تفحص المواليد تحسبًا لوجود بعض الاضطرابات الجينية والاستقلابية لديهم التي تسبب أمراض محددة مثل قصور الدرقية الخلقي أو مرض الخلايا المنجلية أو بيلة الفينيل كيتون (PKU) الذي يؤدي إلى إعاقة ذهنية إذا لم يتم علاجه في وقت مبكر ويمكن تفادي تفاقم المرض عن طريق اخضاع المريض لحمية معينة.[10]
- الفحص التشخيصي : يستخدم الفحص التشخيصي لتشخيص أو إقصاء اعتلال جيني أو كروموسومي معين. في كثير من الحالات يستخدم الفحص الجيني لتأكيد تشخيص طبي خاصة عندما تكون أعراض الحالة في محل الشك وفقاً للتقييم البدني. يمكن إجراء الفحص التشخيصي في أي مرحلة من مراحل عمر الشخص، لكنه غير متوفر لكل الجينات ولكل الاعتلالات الجينية. في أحيانٍ كثيرة، تؤثر نتيجة الفحص على القرارات المتعلقة بالعلاج والخطة العلاجية. على سبيل المثال: في حالة الأشخاص الذين لديهم تاريخ عائلي مع مرض الكلى المتعدد الكيسات ويعانون بعض الأعراض مثل: آلام في منطقة الجذع، كثرة التبول، اختلاط البول بالدم، التهابات المسالك البولية، حصى في الكلى، يمكنهم إجراء فحص جيني لتأكيد أو نفي إصابتهم بمرض الكلى متعدد الكيسات.[11]
- اختبار حامل المرض (الناقل) : يستخدم فحص حامل المرض لتحديد الأشخاص الحاملين نسخة واحد من تحول أو طفرة جينية يصاب الحاملين لنسختين من نفس الطفرة باعتلال جيني. هذا النوع من الفحوصات بقدم للأشخاص ذوي تاريخ عائلي من أفراد مصابين باعتلال جيني وللأعراق التي لديها احتمال إصابة أكبر لمرض جيني معين على سبيل المثال: الأطفال من الأعراق الآسيوية أو من جزر المحيط الهادئ، مثل اليابانيون أو الكوريون، معرضون لخطر أعلى للإصابة بمرض كاواساكي.[12] يمكن أن يوفر الفحص أيضاً معلومات عن إصابة الأبناء بأعتلال جيني إذا كان أحد الوالدين حامل للمرض مثل مرض التليف الكيسي.[13]
- الفحص الجيني قبل الزرع: هو فحص جيني يتم عمله للحنين كجزء من التلقيح الصناعي. يستخدم الفحص للأشخاص الذين يحاولون الإنجاب عن طريق التلقيح الصناعي أو الإخصاب الأنبوبي حيث تؤخذ البويضات من الأنثى والسائل المنوي من الذكر وتلقح خارج الجسم لتكوين عدة أجنة. يتم أخذ خلية من الأجنة في اليوم الثالث من تطورها فرديًا للتأكد من خلوها من الأمراض والعيوب ثم يتم وضع الجنين السليم في الرحم.[14]
- الفحص الجيني قبل الولادة: يستخدم لمعرفة التغيرات الجينية قبل الولادة. يقدم هذا الفحص للواليدين الذين لديهم احتمال إنجاب طفل مصاب بمرض وراثي. في بعض الحالات يمكن أن يساعد الفحص على تطمين الوالدين أو مساعدتهم باتخاذ قرار بشأن الإجهاض.[15] لا يمكن لهذا الفحص تحديد كافة الأمراض الوراثية والعيوب الخلقية ولكن هناك طريقة واحدة لإجراء الفحص عن طريق بزل السلي (بزل السائل الأمنيوسي) بحيث يتم أخذ عينة من السائل من الأم خلال الأسابيع 15 - 20 من الحمل ثم يحلل هذا السائل لفحص وجود اعتلالات جينية مثل متلازمة داون (التثلث الصبغي 21) ومتلازمة إدوارد (التثلث الصبغي 18) الذين يمكن أن يؤديا إلى وفيات مبكرة للمواليد.تظهر نتائج الفحص خلال أسبوع إلى أسبوعين بعد الفحص بدقة تصل إلى 99.4% لتحديد الاعتلالات الجينية للمواليد. على الرغم من وجود خطر الإجهاض من البزل السلي، نسبة الإجهاض هي 1/400. يمكن أيضاً إجراء فحص الزغابات المشيمية والزغابات هي زوائد مشيمية وتحمل نفس جينات الجنين. خلال الفحص تؤخذ عينة من خملات الكوريون (الزغابات) من المشيمة حتى يتم فحصها خلال الأسابيع 10 - 13 من الحمل وتظهر النتائج خلال أسبوع إلى أسبوعين من وقت الاختبار. يمكن أيضا إجراء اختبار آخر عن طريق أخذ عينة من الحبل السري.[16]
- الفحص التنبؤي (الاستباقي) : يستخدم الفحص التنبؤي لتحديد الطفرات الجينية المرتبطة بأمراض أو اعتلالات قد تظهر في مراحل لاحقة في حياة الإنسان.[17] هذا النوع من الفحوصات مفيد إذا كان الشخص غير مريض بأعراض مرض يظهر كثيراً في التاريخ العائلي. يمكن لهذا الفحص أن يحدد خطر إصابة الشخص ببعض الأمراض مثل بعض أنواع السرطان. على سبيل المثال وجود طفرة في الجين BRCA1 يمكن أن يزيد خطر الإصابة بسرطان الثدي بنسبة 65٪. بالإضافة إلى ذلك، يرتبط مرضا سرطان الثدي الوراثي وسرطان المبايض بطفرة في الجين بروتين BRCA1 ومرض ألزهايمر وBRCA2. تؤثر التحورات في تلك الجينات أيضاً في خطر الإصابة بأمراض أخرى مثل سرطان البروستات، البنكرياس وسرطان الثدي للذكور. يسبب التحور الجيني في الجين TP53 بأمراض مثل متلازمة لي فراوميني التي تتميز بخطر متزايد للإصابة بالعديد من أنواع السرطان المختلفة، بما في ذلك ساركومة عظمية في العظم، سرطان الثدي، وسرطان المخ، أورام الدماغ، اللوكيميا، الأورام اللحمية الأنسجة اللينة، وسرطان الغدة الكظرية.[18] ترتبط متلازمة كاودن بتحور في الجين PTEN، وتسبب في أنواع متفرقة من السرطانات كأورام بالثدي، بطانة الرحم، الغدة الدرقية، الكلى، القولون والمستقيم، وأعراض بالأمعاء والقولون كالبوليبات المختلطة والأورام العابية.[19] يمكن أن يحدد الفحص الاستباقي احتمالية تطوير الشخص لهذه الأمراض بالإضافة إلى أمراض وراثية أخرى مثل داء الاصطباغ الدموي الوراثي قبل ظهور أي من أعراض المرض. يساعد الفحص على تحديد الخطة الوقائية والعلاجية للمريض وتوفير تشخيص أفضل للأطباء.[20]

### الفحوصات الغير تشخيصية
- الفحص الجنائي: يستخدم علم الجنائيات الحمص النووي لتحديد ومعرفة الأشخاص لأسباب قانونية. بعكس الفحوصات المذكورة أعلاه، لا يبحث الفحص الجنائي للجينات عن التحورات أو الطفرات. هذا النوع من الفحوصات يهدف إلى التعرف على المجرمين و ضحايا الجرائم والكوارث لنفي الشبهة عن مشتبه به أو نعرفة العلاقة البيولوجية بين الأشخاص.[21]
- فحص الأبوة: يفحص هذا النوع من التحاليل نوع محدد من علامات الحمض النووي لتحديد الأنماط الودراثية المتشابهة بين الأقرباء اعتماداً على حقيقة أننا نرث نصف الحمض النووي من الأب والنصف الآخر من الأم. يفحص العلماء الحمص النووي للبحص عن الأنماط المتشابهة لمعرفة صلة القرابة بين الناس أو لإثبات النسب.[22]
- تحليل الحمض النووي لمعرفة النسب أو التاريخ العرقي.[23]
- الفحص الجيني للأبحاث العلمية : يستخدم لمعرفة الجينات الغير معروفة ولتعلم طريقة عمل الجينات ومعرفة المزيد عن الأمراض الجينية. نتائج هذه الفحوصات هي جزء من الأبحاث العلمية وهي غالباً غير متاحة للمريض أو المسؤولين عن العلاج.

## الإجراءات الطبية
غالبًا ما يتم إجراء الاختبارات الجينية كجزء من الاستشارة الوراثية، وحتى عام 2001، هناك أكثر من 450 مختبرًا يقدمون اختبارات لأكثر من 750 مرضًا وراثيًا. بمجرد أن يقرر الشخص المضي قدمًا في الاختبارات الجينية، يمكن لعلماء الوراثة الطبية أو المستشار الوراثي أو طبيب الرعاية الأولية أو الأخصائي طلب الاختبار بعد الحصول على موافقة المريض. يتم إجراء الاختبارات الجينية على عينة من الدم والشعر والجلد والسائل الأمنيوسي (السائل الذي يحيط بالجنين أثناء الحمل) أو الأنسجة الأخرى. على سبيل المثال، يستخدم إجراء طبي يسمى المسحة الشدقية (فرشاة صغيرة أو مسحة قطنية لجمع عينة من الخلايا من السطح الداخلي للخد). بدلاً من ذلك، قد يتم أيضاً غسل كمية صغيرة من غسول الفم المالح في الفم لجمع الخلايا. يتم إرسال العينة إلى المختبر حيث يبحث الفنيون عن تحورات معينة في الكروموسومات، أو الحمض النووي، أو البروتينات، اعتمادًا على الاضطرابات المشتبه بها، وغالبًا ما يستخدمون تسلسل الحمض النووي. أصبحت المختبرات قادرة الآن على تحديد تسلسل كامل الجينوم البشري، حوالي 3 مليارات زوج أساس جيني، وأخيراً يبلغ المختبر نتائج الفحص الجيني كتابياً عن طريق تقارير إلى الطبيب أو المستشار الوراثي.

## المخاطر والقيود
معظم المخاطر الجسدية المرتبطة بالاختبارات الجينية تعتبر ضئيلة للغاية، خاصة بالنسبة أن معظم الاختبارات لا تتطلب سوى عينة دم أو مسحة شدقية (كشط الخد). تحمل الإجراءات المستخدمة لاختبار ما قبل الولادة خطرًا بسيطًا -ولكنه قابل للتجاهل- بالإجهاض، لأنها تتطلب عينة من السائل الأمنيوتي أو الأنسجة من جميع أنحاء الجنين.
تتضمن المخاطر المرتبطة بالاختبار الجيني العواقب العاطفية أو الاجتماعية أو المالية لنتائج الاختبارات. في كثير من الأحيان يشعر الناس بالغضب، والاكتئاب، والقلق، أو الذنب بسبب نتائج الاختبارات. أدى التأثير السلبي المحتمل للاختبارات الجينية إلى زيادة الاعتراف بقوانين «الحق في عدم المعرفة». في بعض الحالات، يخلق الاختبار الوراثي التوتر داخل الأسرة لأن النتائج يمكن أن تكشف عن معلومات عن أفراد الأسرة الآخرين بالإضافة إلى الشخص الذي تم اختباره. التمييز الجيني في التوظيف أو التأمين هي أيضا مصدر قلق. يتجنب بعض الأفراد الاختبارات الجينية خشية أن تؤثر على قدرتهم على الحصول على تأمين صحي أو العثور على عمل. في الوقت الحالي، لا تطلب شركات التأمين من المتقدمين الخضوع للاختبارات الجينية، وعندما تحصل شركات التأمين على المعلومات الوراثية، فإنها تخضع لنفس حماية السرية التي تخضع لها أي معلومات صحية حساسة أخرى. في الولايات المتحدة، يخضع استخدام المعلومات الوراثية لقانون عدم التمييز في المعلومات الوراثية (GINA).
يوفر الفحص الجيني معلومات محدودة فقط عن الحالة الموروثة. لا يمكن للاختبار في كثير من الأحيان تحديد ما إذا كان الشخص سيظهر أعراض الاضطراب، أو مدى حدة الأعراض، أو ما إذا كان الاضطراب سيتطور مع مرور الوقت. من القيود الرئيسية أيضاً عدم وجود استراتيجيات علاج للعديد من الاضطرابات الوراثية بمجرد تشخيصها.
هناك قيود أخرى على الاختبارات الجينية للسرطانات المرتبطة بالوراثة، وهي التحورات مجهولة التأثير. لأن الجينوم البشري يحتوي على أكثر من 22000 جين، يوجد 3.5 مليون نوع في جينوم الشخص العادي. هذه التحورات مجهولة التأثير تعني أن هناك تغيراً في تسلسل الحمض النووي، ولكن الزيادة في السرطان غير واضحة لأنها غير معروفة إذا كان التغيير يؤثر على وظيفة الجين.
من المهم أن يفهم أي شخص يفكر في الاختبارات الجينية العوامل المؤثرة يالتي يشرحها أخصائي الوراثة بالتفصيل ويقيمها قبل اتخاذ قرار. يشرح الأخصائي أيضاُ فوائد ومخاطر وقيود الاختبار.
تشمل المخاطر الأخرى النتائج العرضية أي اكتشاف بعض المشكلات المحتملة التي تم العثور عليها أثناء البحث عن شيء آخر. في عام 2013، أعلنت الكلية الأمريكية لعلم الوراثة وعلم الجينوم الطبي (ACMG) أن بعض الجينات يتم تضمينها دائمًا في أي وقت يتم فيه إجراء تسلسل جيني، ويجب على المختبرات الإبلاغ عن النتائج.

## الأخلاقيات
إن تقييم الآثار الأخلاقية المحيطة بالاختبارات الجينية قبل الحمل أمر بالغ الأهمية، خاصة في سياق الأمراض الوراثية. حاليًا، في فرنسا، تُخصص هذه الاختبارات بشكل أساسي للأزواج الذين لديهم تاريخ عائلي لأمراض خطيرة وغير قابلة للعلاج. ومع ذلك، تثار مسألة الوصول إلى هذه الاختبارات للسكان بشكل عام، حيث يمكن أن تحدث العديد من حالات الأمراض المتنحية دون وجود تاريخ معروف. من الضروري وضع توصيات واضحة لتنظيم استخدام هذه الاختبارات، مما يضمن توفير معلومات دقيقة ودعم طبي مناسب، مع احترام مبدأ استقلالية الأفراد الذي هو شرط أساسي للحماية من أي احترام واحترام الاختيار الحر للشخص. تكمن الصعوبة بالتأكيد في إعطاء المعلومات الصحيحة, مخلصة ومناسب للأزواج لاحترامها.
يواجه الطبيب التزامًا بإبلاغ الأسرة عن مخاطر الأمراض الوراثية. يتطلب هذا الالتزام تواصلًا دقيقًا، لأن الإعلان عن خطر وراثي قد يسبب قلقًا كبيرًا بين الأقارب، حتى وإن كان ذلك يعتمد على افتراض بسيط. لذلك، من الضروري أن يقترح الطبيب على أفراد الأسرة استشارة متخصص في الوراثة لتقييم مخاطرهم الشخصية. بالإضافة إلى ذلك، فإن مسألة الموافقة على الاختبارات الوراثية بعد الوفاة تعقد الوضع، حيث لا يمكن للمتوفى إعطاء موافقته. وبالتالي، يجب على الطبيب التنقل بين واجبه في إبلاغ المعلومات، والاعتبارات الأخلاقية والقانونية، مع تقديم الدعم للعائلات في هذه اللحظات الصعبة.

## الفحص الجيني في الشرق الأوسط

### المملكة العربية السعودية
برنامج «الجينوم السعودي» الذي تتبناه مدينة الملك عبد العزيز للعلوم والتقنية و يهدف إلى دراسة المجتمع السعودي وراثيا باستخدام أحدث التقنيات المعملية للتعرف على الخريطة الوراثية للمجتمع السعودي، وتوفير قاعدة بيانات وراثية للاستفادة منها في الرعاية الصحية وفي المجال الطبي والتشخيصي لكثير من الأمراض مثل أمراض القلب والسكري والسرطان. كما يسعى المشروع إلى توفير هذه المعلومات للمجتمع الطبي للاستفادة منها في تكييف العلاج ليناسب المريض فيما يسمى بالعلاج الشخصي. سيشمل مساري بحث رئيسين، الأول: معرفة التسلسل القاعدي البشري باستخدام تقنية الجيل الثالث المختبرية (الجينوم / الأكسوم) – ودراسة «تسلسل الأكسوم» هي دراسة التسلسل الجيني بطريقة انتقاء مواقع معينة من الجينوم تصنع فيها البروتينات. والثاني: توثيق جميع الطفرات الوراثية في كل الجينات المسببة للأمراض الوراثية، حيث يشمل الأول للدراسات العائلية لمعرفة الموروثات المسببة لبعض الأمراض الوراثية والتي لم تكتشف بعد وأيضا معرفة التسلسل القاعدي الطبيعي للأفراد الذين ليس لديهم أي أمراض وراثية. برنامج جينوم،هو برنامج أخر عبارة عن مبادرة شبابة لتشجيع الفحوصات الوراثية بترخيص من وزارة الصحة، يفحص الأمراض المنتشرة في العوائل، وفحوصات زواج الأقارب، والأجنّة والمواليد لحمايتهم من الأمراض الوراثية.

### دولة الإمارات العربية المتحدة
سيرى مشروع الجينوم الإماراتي النور مع نهاية عام 2021 تنفيذاً للاستراتيجية الوطنية للابتكار، واستقطاب شراكات إستراتيجية مع أرقى مراكز الأبحاث الطبية، والاستثمار المستدام في الخدمات الصحية. ويهدف المشروع إلى الوقاية من الأمراض الجينية من خلال استخدام العلوم الجينية والتقنيات الحديثة المبتكرة، حول التنميط والتسلسل الجيني، للتعرف إلى البصمة الجينية والوقاية من الأمراض الأكثر انتشاراً في الدولة، مثل السمنة والسكري وضغط الدم وأمراض السرطان والربو، والوصول إلى علاج شخصي لكل مريض، حسب العوامل الوراثية.ما أن هناك بحثاً من جامعة خليفة، حدد 4 علامات وراثية لأول مرة مرتبطة بمرض السكري النوع الثاني بين مواطني الإمارات.

### الكويت
تبنت الكويت في 2016 مشروع لعمل الجينوم البشري لجميع الكويتيين، ليكون لكل فرد سجل جيني وراثي يستخدم لتجنب بعض الأمراض الوراثية، ويقلل الهدر في الأدوية، وتُحدد عن طريقه العلاجات الناجعة لكل حالة ليكون لكل فرد سجل جيني وراثي يستخدم لتجنب بعض الأمراض الوراثية، وتقليل الهدر في الأدوية، وتحديد العلاجات الناجحة لكل حالة.